# ناحیه رزینا
ناحیه رزینا (به لاتین: Rezina District) یک منطقهٔ مسکونی در مولداوی است که در مولداوی واقع شده‌است. ناحیه رزینا ۶۲۱ کیلومتر مربع مساحت و ۴۲٬۴۸۶ نفر جمعیت دارد.